# Watertoren (Bolsward)
De watertoren in Bolsward is ontworpen door architect IWGL en Bredasche Beton Mij. v/h H. Vriens en werd gebouwd in 1929. De stenen watertoren staat op het bedrijvenpark De Marne aan de westkant van de stad, langs rijksweg A7.
De watertoren heeft een hoogte van 37,40 meter en heeft twee waterreservoirs van elk 200 m³.
De watertoren is overbodig geworden, aangezien waterleidingbedrijf Vitens een nieuwe installatie bouwt in Bolsward. Eind 2007 is de toren buiten gebruik gesteld. In 2015 is de toren gekocht door Sonnema Berenburg.
Akkrum · 
Bolsward ·
Dokkum ·
Drachten ·
Franeker ·
Harlingen ·
Heerenveen ·
Hoorn Terschelling ·
Joure ·
Leeuwarden 
(Groningerstraatweg · Schrans) ·
Lippenhuizen ·
Schiermonnikoog ·
Sint Jacobiparochie ·
Sneek